# 13387 Irus
13387 Irus è un asteroide troiano di Giove del campo greco. Scoperto nel 1998, presenta un'orbita caratterizzata da un semiasse maggiore pari a 5,2139150 UA e da un'eccentricità di 0,0963180, inclinata di 7,24090° rispetto all'eclittica.
L'asteroide è dedicato a Iro, il mendicante nel palazzo di Ulisse.